# کایلیکین
کایلیکین (به انگلیسی: Kyleakin) یک روستا در بریتانیا است که در هایلند واقع شده‌است.